# Kabupaten de Pelalawan
Le kabupaten de Pelalawan, en indonésien Kabupaten Pelalawan, est un kabupaten de la province indonésienne de Riau, dans l'est de l'île de Sumatra. Sa superficie est de 12 647 km² et sa population de 150 609 habitants. Son chef-lieu est Pangkalan Kerinci.
Le kabupaten a été créé en 1999 par détachement de celui de Kampar.

## Histoire
Pelalawan correspond à l'ancienne principauté de Pelalawan, elle-même héritière de plusieurs royaumes successifs.

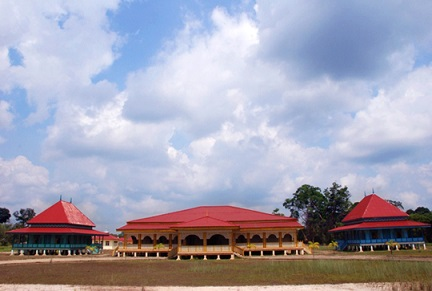
Le palais princier de Pelalawan reconstruit après son incendie le 19 février 2012.

## Les Petalangan
Dans le kabupaten vivent les Petalangan, une communauté traditionnelle.

## Sources et références
- http://melayuonline.com